# Jan Ornoch
Jan Ornoch (Polonia, 30 de mayo de 1952) es un atleta polaco retirado especializado en la prueba de 50 km marcha, en la que consiguió ser medallista de bronce europeo en 1978.

## Carrera deportiva
En el Campeonato Europeo de Atletismo de 1978 ganó la medalla de bronce en los 50 km marcha, recorriéndolos en un tiempo de 3:55:15 segundos, llegando a meta tras el español Jorge Llopart y el soviético Veniamin Soldatenko (plata).